# Happy Death Day
«Happy Death Day» — дебютный сингл южнокорейской рок-группы Xdinary Heroes, выпущенный 6 декабря 2021 года лейблами звукозаписи JYP Entertainment и Studio J.

## Предыстория и выпуск
1 ноября 2021 года JYP Entertainment выпустила тизер под названием «Heroes Are Coming», намекающий на дебют новой группы. 8 ноября были раскрыты логотип и название группы, а также запущены официальные аккаунты группы в социальных сетях. 22–27 ноября были выпущены тизеры, раскрывающие позиции участников группы. 5 декабря JYP выпустила тизер музыкального клипа, сингл вместе с музыкальным клипом были выпущены на следующий день, 6 декабря 2021 года.
С 10 декабря по 12 декабря Xdinary Heroes выступили с синглом на музыкальных шоу Music Bank, Show! Music Core и Inkigayo.

## Трек-лист
| №  | Название                         | Длительность |
| -- | -------------------------------- | ------------ |
| 1. | «Happy Death Day»                | 3:40         |
| 2. | «Happy Death Day (Instrumental)» | 3:40         |

## Участники записи
Информация с сайта Melon.
- Xdinary Heroes:
  - Гониль — ударные, бэк-вокал
  - Чонсу — текст, музыка, клавишные, вокал, бэк-вокал
  - Гаон — текст, музыка, электрогитара, вокал, рэп, бэк-вокал
  - Од — клавишные, вокал, рэп, бэк-вокал
  - Джунхан — электрогитара, вокал, бэк-вокал
  - Джуён — бас-гитара, вокал, бэк-вокал
- Ли Хэсоль — текст, музыка, аранжировка , электрогитара, программирование, запись
- Шим Ынджи — текст, музыка, аранжировка, клавишные, вокальное руководство
- Ли Санёп — запись
- Ом Чанён — запись
- Ли Тэсоп — сведение
- Пак Чонён — мастеринг

## Позиции в чартах
| Чарт (2021)                              | Высшая позиция |
| ---------------------------------------- | -------------- |
| США (Billboard World Digital Song Sales) | 12             |